# Otto Šimánek

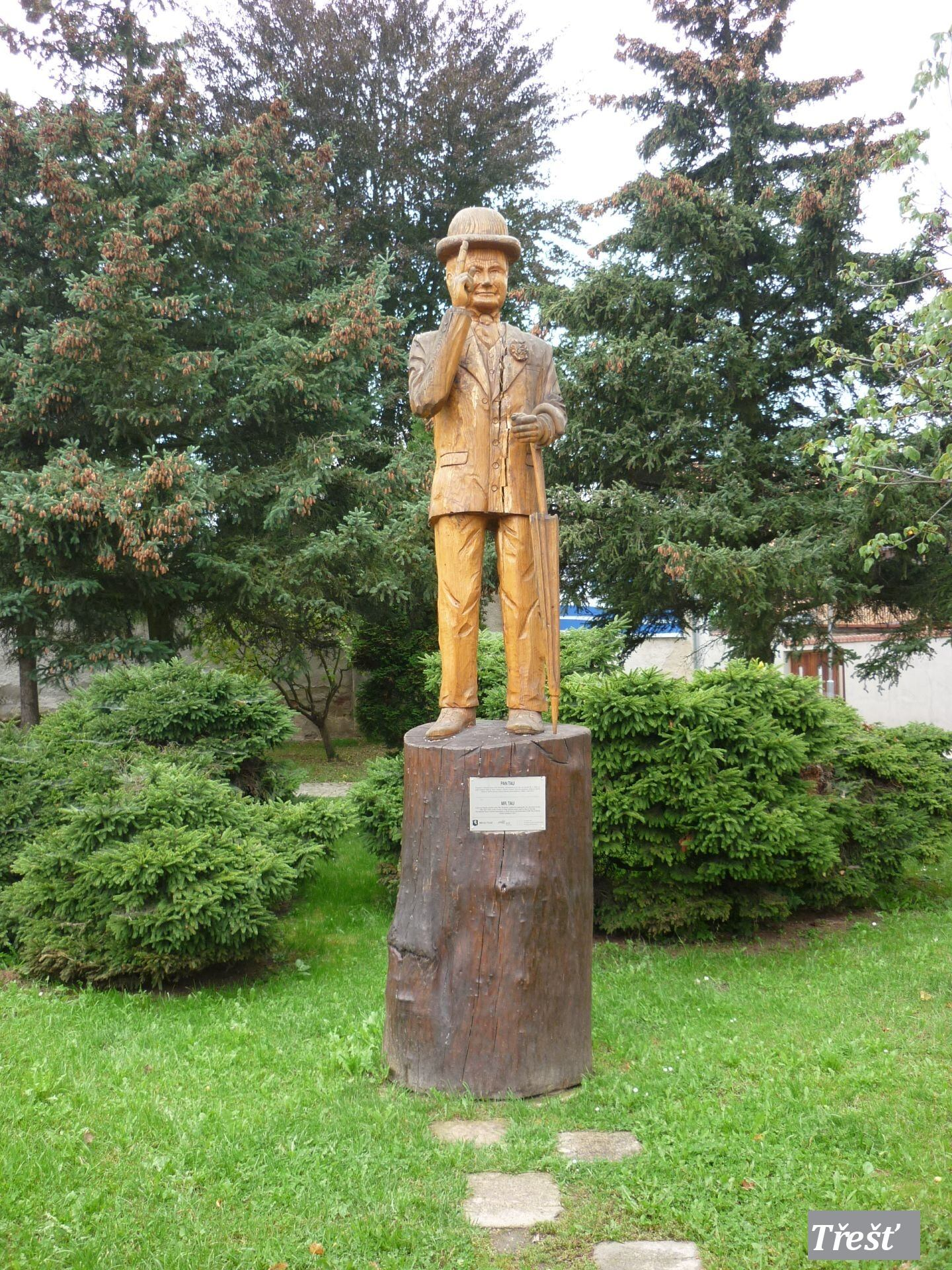
Pan-Tau-Skulptur in Třešt

Otto Šimánek (* 28. April 1925 in Třešť; † 8. Mai 1992 in Prag) war ein tschechoslowakischer Schauspieler.

## Leben
Otto Šimánek wuchs gemeinsam mit einem Bruder in Třešť auf. Er gehörte zum Ensemble des Prager Stadttheaters. Daneben lehrte er Pantomime am Prager Konservatorium.
International bekannt wurde Šimánek vor allem durch die Rolle des meist wortlosen Zauberers Pan Tau, den er von 1970 bis 1978 in der gleichnamigen Serie und 1988 nochmals in einem Kinofilm darstellte. Sein filmisches Schaffen umfasst mehr als 130 Film-und-Fernsehproduktionen.
Otto Šimánek starb am 8. Mai 1992 im Alter von 67 Jahren unerwartet an den Folgen einer Krebserkrankung. Noch zwei Jahre zuvor hatte er im Musikvideo zu Nenas Lied Du bist überall in seiner Kult-Rolle als Pan Tau mitgewirkt. Er wurde auf dem Vinohrady-Friedhof in Prag beigesetzt. Aus seiner ersten Ehe hatte er eine Tochter. Nach dem Krebstod seiner Ehefrau heiratete er 1972 ein zweites Mal.

## Filmografie (Auswahl)
- 1961: Podnajem na Champs Ellysées
- 1964: Hoffnung (Naděje)
- 1966: Pan Tau – das erste Abenteuer (Pilotfilm zur Serie)
- 1970–1978: Pan Tau
- 1979: Die Märchenbraut
- 1980: Luzie, der Schrecken der Straße (Lucie, postrach ulice)
- 1983: Die Besucher/Expedition Adam 84 (Návštevníci)
- 1986: Die Tintenfische aus dem zweiten Stock (Chobotnice z II patra)
- 1988: Pan Tau – Der Film
- 1991: Die Wette (Sazka)